# Finala Cupei Libertadores 2010
Finala Cupei Libertadores 2010 a avut loc pe 11 și 18 august 2011 (tur-retur) și a fost câștigată de Sport Club Internacional, care a învins-o pe CD Guadalajara cu 2-1, respectiv 3-2.